# Peter Wallfisch
Hans Peter Wallfisch (geboren 20. Oktober 1924 in Breslau; gestorben 10. November 1993 in London) war ein britischer Pianist.

## Leben
Hans Peter Wallfisch war ein Sohn des Breslauers Arztes Herbert Wallfisch (1884–1942) und der Frieda Bräude (1891–1973) aus Tilsit. Sein 1919 geborener Bruder Günther Wallfisch (1919–2006) wurde unter dem Namen Avraham Shaliv Ökonom in Israel.
Wallfisch besuchte ein jüdisches Reformgymnasium in Breslau und erhielt Klavierunterricht. Er bestand in Berlin bei Julius Prüwer eine Aufnahmeprüfung für das Palestine Conservatoire for Musical and Dramatic Art in Jerusalem und emigrierte 1938 mit einem Kindertransport nach Palästina. Sein Bruder und seine Mutter folgten noch vor Kriegsbeginn 1939, sein Vater verpasste die Ausreise und wurde 1942 Opfer des Holocaust. Wallfisch studierte am Jerusalem Conservatoire und arbeitete danach dort als Klavierlehrer. Von 1946 bis 1949 hielt er sich bei Marguerite Long und Jacques Février in Paris auf. 1948 erhielt er den ersten Preis beim Béla Bartók Klavierwettbewerb in Budapest.
Wallfisch zog 1951 nach Großbritannien, 1952 heiratete er die Cellistin und Auschwitz-Überlebende Anita Lasker, die er bereits aus Breslau kannte. Sie hatten zwei Kinder, den 1953 geborenen Cellisten Raphael und die 1958 geborene Psychoanalytikerin Maya. Die britische Staatsbürgerschaft wurde ihm erst nach einigen Mühen im Jahr 1958 gewährt.
Wallfisch machte eine internationale Pianistenkarriere. Er brachte neben dem klassischen Repertoire auch unbekanntere Komponisten zu Gehör, darunter die Briten Frank Bridge und Kenneth Leighton, welcher ihm im Gegenzug einige Werke widmete. Von 1973 bis 1991 lehrte er als Professor Klavier am Royal College of Music. 1991 erlitt er einen Schlaganfall, was ihn dazu zwang, seine berufliche Karriere zu beenden. Seine mehr als 3000 Exemplare umfassende Notensammlung erhielt das Konservatorium Schwerin, das 2003 ein „Peter-Wallfisch-Archiv“ einrichtete.